# 新羅西斯克號航空母艦
新羅西斯克號航空母艦（或：诺沃罗西斯克号），為基輔級航空母艦之三號艦，建造代號1143.3，設計代號1143M，以俄羅斯南部的克拉斯諾達爾邊疆區一個港口城市新羅西斯克命名，該城也是蘇聯僅有的幾個英雄城市之一。和基輔級的其它航艦一樣裝載有眾多巡洋艦級別的武裝，蘇聯給予該艦的定位依舊是「航空巡洋艦」。

## 歷史
新羅西斯克號是1975年1月涅夫斯基工程設計局因應1143系列航空巡洋艦的操作經驗修改的改良型1143航空巡洋艦，技術代號1143M。1143M的建造計畫在1975年7月批准，1975年9月30日，「新羅西斯克號」作為基輔級三號艦在前蘇聯尼古拉耶夫黑海船廠（今屬烏克蘭）開工，工廠代號S-103號船。
1143M航空巡洋艦與已完成的艦艇相比，更加強化了航空運用功能。首先是取消了原先裝載的魚雷發射管，並更換原安裝的艦體聲納，其次是強化飛行甲板結構，使甲板可降落的飛機尺寸放大到36公噸，計畫可使用更先進的重型直升機與現代化工程改良的Yak-38戰機，機庫搭載飛機總數也增加到36架（機庫24架、甲板12架），為了因應增加的航空作業需求，船體搭載航空燃料庫也增加到了1,650公噸。同時，新羅西斯克號在建造時已經預劃未來要配備還在研發中的雅克-141戰鬥機，這使得1143M的內部設計大幅更改，與1143航空巡洋艦相比有40%的船艙重新設計。1978年12月24日S-103號船下水，但是下水後蘇聯認為短時間Yak-141無法使用，下令該船設計進行修改，取消原先預劃因應Yak-141而增加的排氣與散熱結構，導致新羅西斯克號艤裝時間大幅拖延，原定交艦海試期程從1979年延到1982年。
1982年1月海試時，蒸氣渦輪主機中的TNA-3渦輪增壓單元出現故障，使得試航一度中斷。1982年4月12日至5月28日進行航空運用測試，測試期間共起降112次Yak-38與Yak-38U、108架次Ka-27、51架次Ka-25、10架次Mi-6與108架次Mi-8，為非海軍直升機運用進行完整評估。1982年8月14日，蘇聯海軍完成驗收並簽訂交艦合約，1982年8月15日正式服役。1982年11月24日正式編入蘇聯太平洋艦隊。搭配的航空部隊是第311攻擊航空團與710直升機群，編制有18架Yak-38戰機與18架Ka-27/25直升機。
雖然編入太平洋艦隊，新羅西斯克號在1983年初是駐防在北莫曼斯克，並參與北方艦隊的演習。1983年10月17日，新羅西斯克號從歐洲啟航，沿著非洲航線開往亞洲，中途停靠了魯安達、維多利亞 (塞席爾)、馬布多、清奈，至1984年2月27日抵達太平洋的海參崴，正式納編太平洋艦隊指揮。
1985年3月，新羅西斯克號航艦以及其護衛艦艇組成的航艦戰鬥群於日本海巡弋，遠達沖繩縣南部，並由此向西航行進入太平洋。大約八天後，該艦隊往西北方向的千島群島航行，模擬敵軍艦隊從這裡進犯蘇聯的情景。當新羅西斯克號航艦一眾抵達千島群島附近海域，在日本以東700海哩時，蘇聯出動圖-95「北極熊」式轟炸機，與航艦艦隊附近執行偵察任務，並協助約20架圖-22M3「逆火」式轟炸機提供目標及其方向，演練從轟炸機上發射重型反艦飛彈對付來犯艦隊的策略。美國海軍關於此次新羅西斯克號航艦演練的描述備註中描述：「模擬來犯部隊被模擬空中打擊力量鎮壓，並且在4月14日可能有潛艇部隊在日本以東1120公里的海域發射了魚雷和巡弋飛彈。他們攜潛艇及飛機等一切他們擁有的前來。」
1988年5月12日16日，蘇聯太平洋艦隊司令搭乘新羅西斯克號訪問朝鮮人民共和國元山市。
1991年蘇聯解體，新羅西斯克號歸俄羅斯擁有，但因為缺乏軍費，俄國將該艦轉入預備役。1993年1月，新羅西斯克號輪機室發生火災，雖然火災撲滅，但俄羅斯缺乏經費修繕，在同年6月30日決定讓該航艦退役。1996年1月18日新羅西斯克號被南韓拆船公司以431萬4千美元的價格買下，同一筆訂單中還包括了明斯克號航空母艦。但明斯克號後又被轉手以530萬美元賣給中國「深圳市明斯克航母實業有限公司」，新羅西斯克號則是在1997年拖入南韓浦項市的船廠拆解。

## 流行文化
新世纪福音战士

## 外部連結
- 基輔級航空母艦 （页面存档备份，存于）
- 船舶数字博物馆 （页面存档备份，存于）